# Richard Chartres

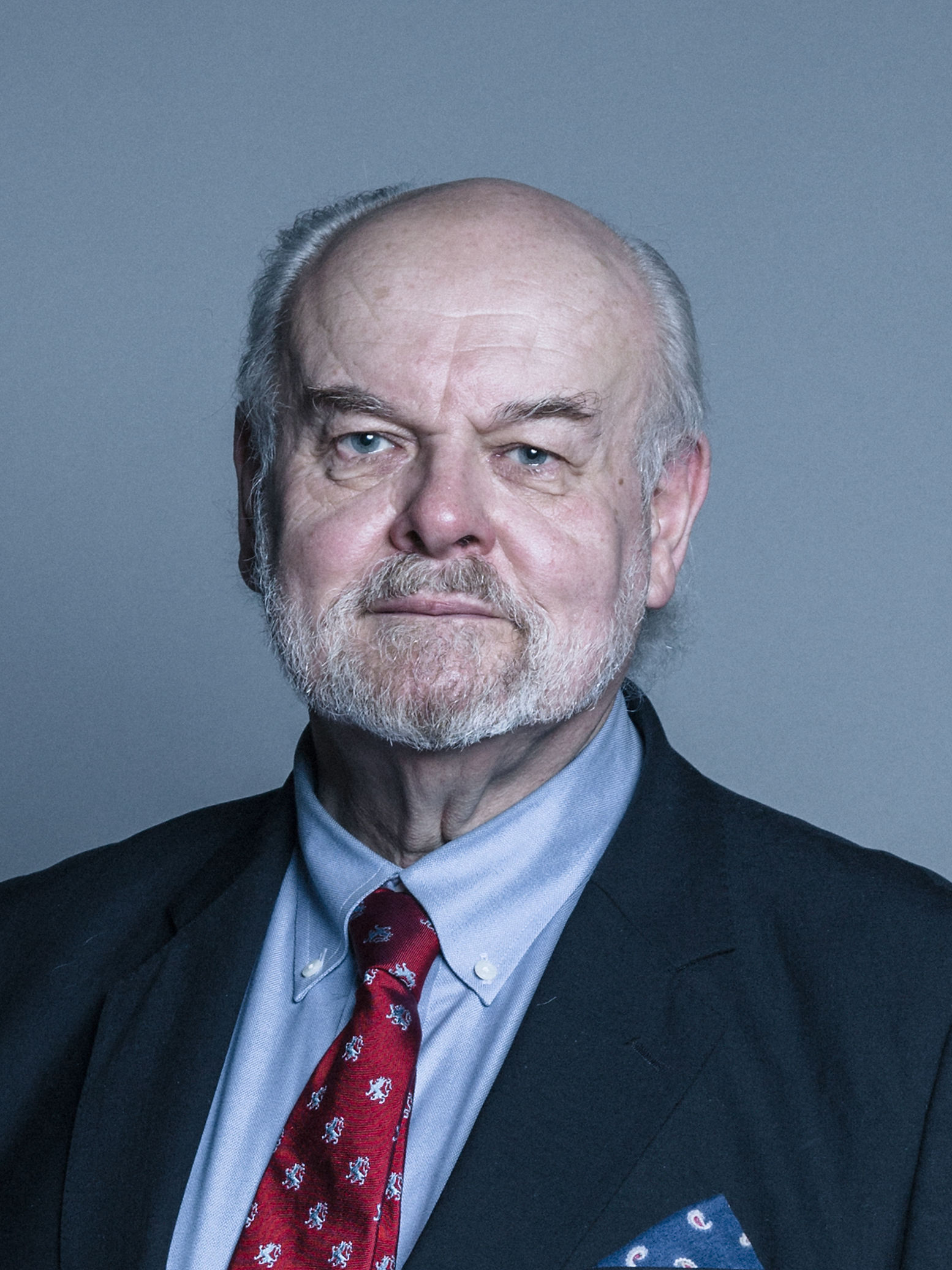

Richard Chartres is een anglicaans bisschop. Hij fungeerde als 232e bisschop van London tot 2018. Bij koninklijk besluit werd hij in de edelstand verheven en heeft zitting in het hogerhuis. 
Hij behoort tot de initimi die het Britse Hof frequenteren. Op 29 april 2011 officieerde hij in Westminster Abbey naar aanleiding van het kerkelijke huwelijk van Prins William, Hertog van Cambridge. Hij werd als bisschop opgevolgd door Sarah Mullally. Hij is een Honorary Fellow van het St John's College, een college van de Universiteit van Cambridge.